# Dorothee Jetter
Dorothee Jetter, geborene Raith (* 17. August 1938 in Steinen, Landkreis Lörrach), ist eine deutsche Pädagogin. Sie war von 1996 bis 2001 Präsidentin der Synode der Evangelischen Landeskirche in Württemberg.

## Leben und Beruf
Jetter studierte an der Pädagogischen Hochschule in Reutlingen. Nach dem Abschluss war sie als Lehrerin an verschiedenen Schulen tätig, unter anderem an der Freien Evangelischen Schule Reutlingen. 1991 wurde sie Konrektorin an der Hauptschule im Bildungszentrum Nord in Reutlingen.

## Kirchliches Engagement
Schon in jungen Jahren war Jetter ehrenamtliche Mitarbeiterin in der örtlichen Kirchengemeinde. So war sie in der Jugendarbeit (Evangelische Mädchenpfadfinderschaft) und in der Kinderkirche tätig und sang auch im Kirchenchor.
Im Jahr 1984 wurde Jetter erstmals in die Synode der Evangelischen Landeskirche in Württemberg gewählt, der sie bis 2001 angehörte. Die 10. Synode wählte sie 1984 zur Schriftführerin eines Ausschusses. Zwei Jahre später wurde sie erste stellvertretende Präsidentin der Landessynode unter Oswald Seitter. Dieses Amt führte sie auch in der 11. Landessynode ab 1990 weiter. Seit 1986 war sie auch Mitglied im Ältestenrat und seit 1990 im Ständigen Ausschuss der Landessynode. Die 12. Landessynode wählte Jetter 1996 als Nachfolgerin Seitters zur Präsidentin. Sie war damit die erste Frau in der Geschichte der württembergischen Landessynode in diesem Amt. Bei der nächsten Synodalwahl 2001 verzichtete Jetter auf eine neue Kandidatur. Ihr Nachfolger wurde Horst Neugart.
Neben ihrer Tätigkeit in der württembergischen Landessynode war Jetter auch in anderen kirchlichen Gremien vertreten. So gehörte sie unter anderem dem Kuratorium des Evangelischen Vereins für die Schneller-Schulen e. V. (siehe hierzu den Artikel Syrisches Waisenhaus) und dem Stiftungsrat der Gustav-Werner-Stiftung zum Bruderhaus Reutlingen an. 1990 war sie für sechs Jahre erste Vorsitzende des Kuratoriums der Evangelischen Akademie Bad Boll. Sie vertrat auch mehrmals die Evangelische Landeskirche in Württemberg bei der Vollversammlung des Lutherischen Weltbundes, bei dessen Rat sie auch Mitglied war.

## Ehrungen und Auszeichnungen
1999 wurde Dorothee Jetter mit der Verdienstmedaille des Landes Baden-Württemberg ausgezeichnet. Im Oktober 2001 wurde ihr die Brenz-Medaille in Silber, die höchste Auszeichnung der Evangelischen Landeskirche in Württemberg, verliehen. Im Jahr 2004 erhielt sie das Bundesverdienstkreuz I. Klasse.